# Colombes
Colombes is een gemeente in het Franse departement Hauts-de-Seine (regio Île-de-France). De gemeente telde 90.692 inwoners op 1 januari 2022. De plaats maakt deel uit van het arrondissement Nanterre.

## Geschiedenis
Al in de vroege middeleeuwen was hier bewoning op een hoogte boven de Seine, maar de eerste schriftelijke vermelding van Colombes gaat terug tot 1147. De plaats lag op de weg naar de Abdij van Saint-Denis en hing ook af van deze abdij. Henriëtta Maria van Frankrijk verbleef na de Engelse Revolutie op een kasteeldomein in Colombes van 1657 tot haar dood in 1669. Jacques Roger Le Comte en zijn vrouw Marguerite kochten het domein Le Moulin Joly in 1750 en ontvingen hier hooggeplaatste gasten.
De gemeente kende een sterke groei door de aanleg van de spoorlijn Parijs-Argenteuil en de opening van de treinstations Colombes-Centre (1854) en Bois-Colombes (1857). In 1881 kwam er ook een treinstation in het gehucht La Garenne. Hierdoor begonnen de gehuchten La Garenne en Bois-Colombes sterk te groeien. Parijzenaars en migranten uit de rest van Frankrijk vestigden zich er. Van enkele tientallen inwoners halfweg de 19e eeuw werden het plaatsen met enkele duizenden inwoners. Dit leidde tot een roep om afscheiding. Bois-Colombes werd een zelfstandige gemeente in 1896, La Garenne-Colombes in 1910. Langs de oevers van de Seine in Colombes kwamen uitgaansgelegenheden waar Parijzenaars in het weekeinde naartoe trokken. Ook de impressionistische schilders kwamen hier werken. Op de Seine werden in de tweede helft van de 19e eeuw regatta's gehouden. Verschillende wedstrijden in het kader van de Olympische Spelen van 1924 vonden plaats in Colombes.
In de 20e eeuw kwam er industrie in de gemeente: fabrieken van Goodrich (banden), Ericsson (telefonie), Amiot (luchtvaart) en Sauzé, Kerkoff en Dorin (parfumerie). Colombes verstedelijkte en nieuwe wijken werdden opgetrokken, ook met hoogbouw.

## Geografie
De oppervlakte van Colombes bedroeg op 1 januari 2022 7,81 vierkante kilometer; de bevolkingsdichtheid was toen 11.612,3 inwoners per km².
De onderstaande kaart toont de ligging van Colombes met de belangrijkste infrastructuur en aangrenzende gemeenten.

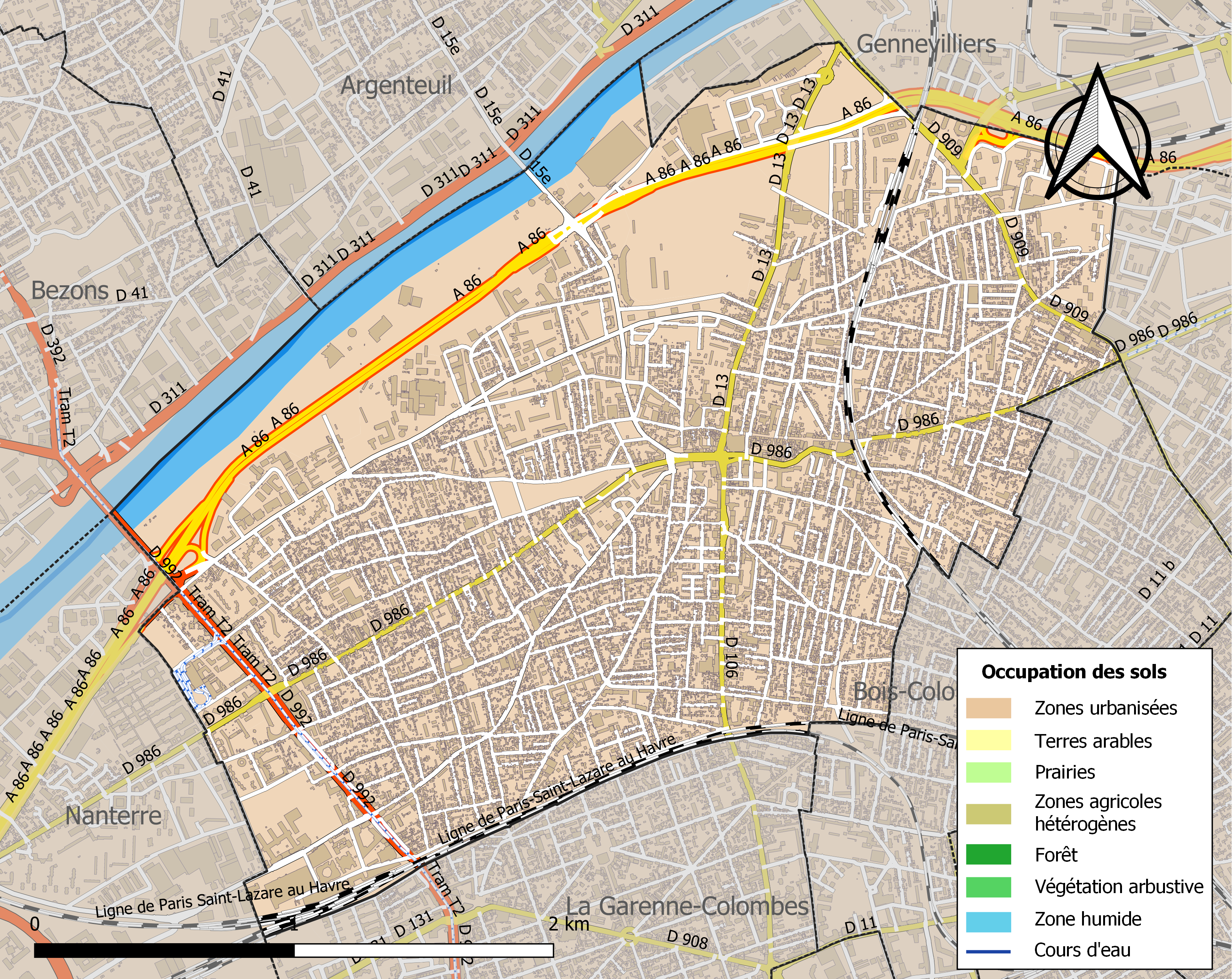
Kaart van Colombes

## Demografie
Onderstaande figuur toont het verloop van het inwonertal (bron: INSEE-tellingen).

## Verkeer en vervoer
Station Colombes is aangesloten op het Parijse OV-netwerk met de trein (Transilien J) en de tram (Tramlijn 2 (Île-de-France)) heeft haltes in Colombes. De autosnelweg A86 loopt door de gemeente.

## Sport
Het Stade Yves-du-Manoir werd gebruikt voor de Olympische Zomerspelen van 1924. Tot 1975, toen het Stade de France werd geopend, deed het stadium in Colombes dienst als nationaal stadium. Er werden wedstrijden gespeeld in het kader van het Wereldkampioenschap voetbal in 1938 en er vonden belangrijke voetbal-, rugby- en atletiekwedstrijden plaats. In het gerenoveerde stadium vinden hockeywedstrijden plaats in het kader van de Olympische Zomerspelen van 2024.

## Stedenbanden
- Frankenthal (Palts) - Duitsland (1958)

## Bekende inwoners van Colombes

### Geboren
- Émile Engel (1889-1914), wielrenner
- Luc Ferry (1951), filosoof
- Zoumana Camara (1979), voetballer
- Steven Nzonzi (1988), voetballer
- Eliaquim Mangala (1991), voetballer
- Ludovic Blas (1997), voetballer
- Marie-Antoinette Katoto (1998), voetbalster
- Sandy Baltimore (2000), voetbalster
- Kouadio Koné (2001), voetballer
- Rayan Boulahoite (2004), wielrenner

### Overleden
- Henriëtta Maria van Frankrijk (1609-1669), koningin van Engeland, Schotland en Ierland
- Augustin Théodule Ribot (1823-1891), realistisch kunstschilder
- Victorine Meurent (1844-1927), kunstschilder en schildersmodel
- René Thomas, (1886-1975), autocoureur
- Pierre Plantard (1920-2000), fantast en oplichter

## Afbeeldingen

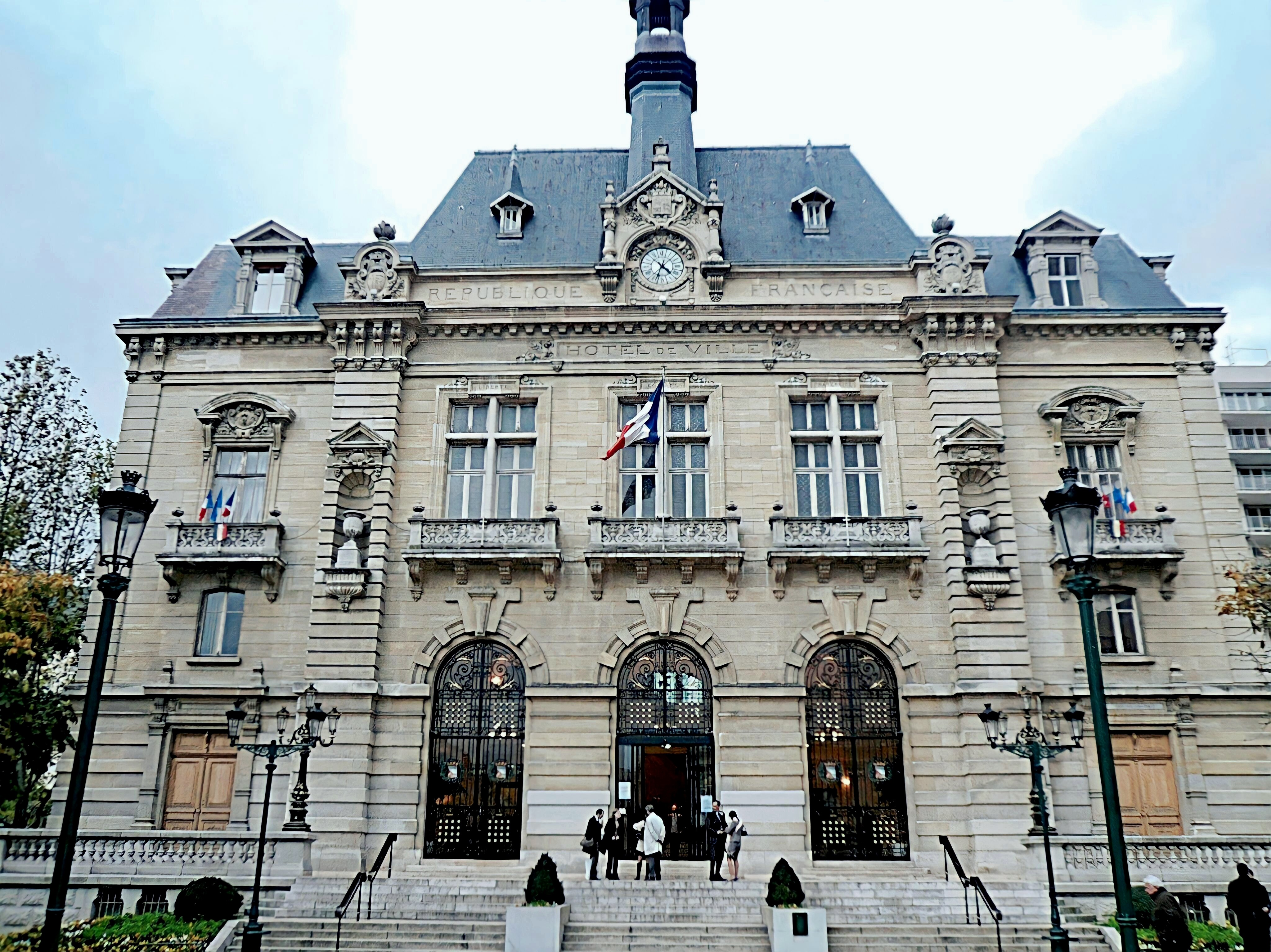
Gemeentehuis (1923)
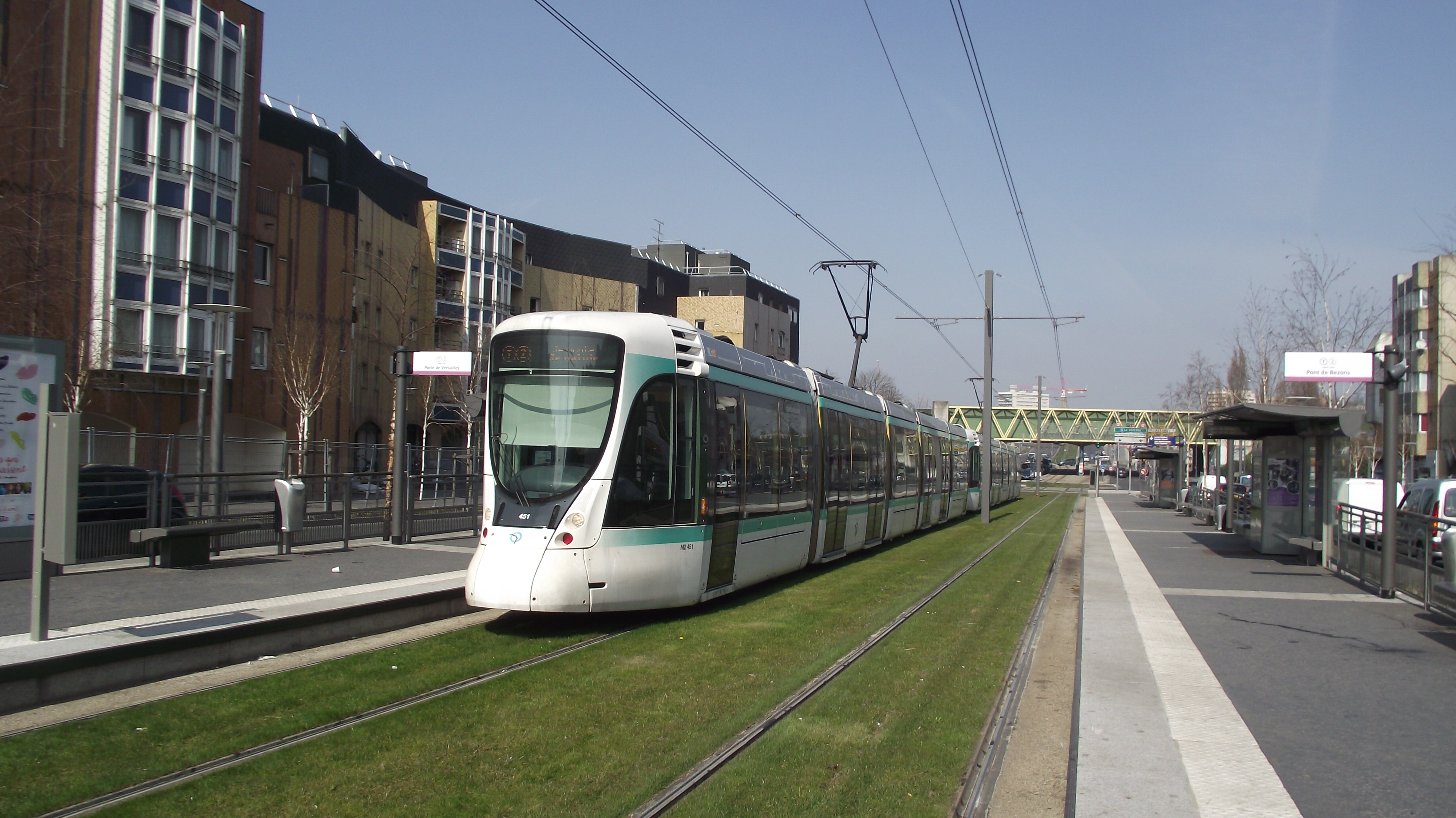
Tram in Colombes
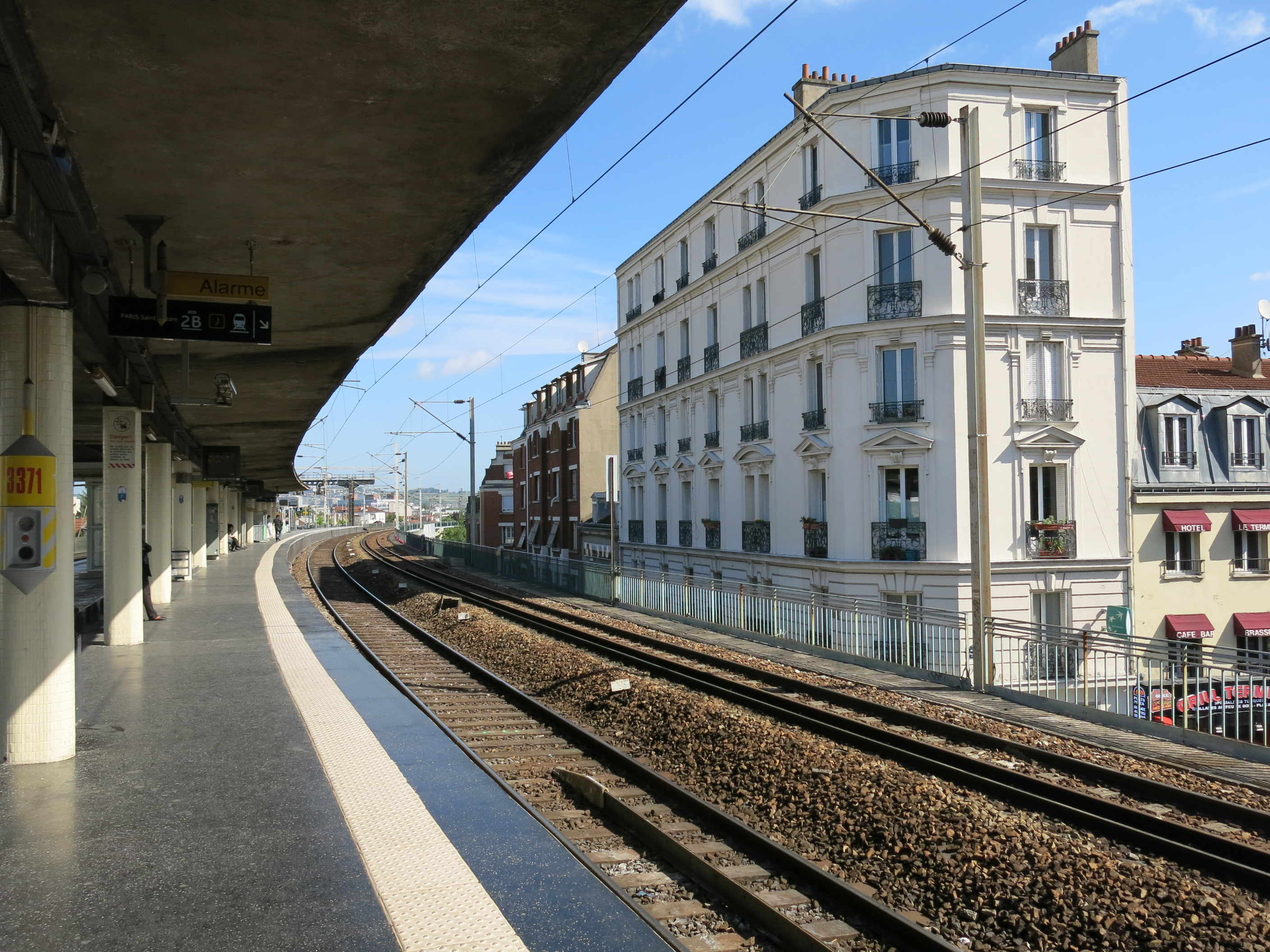
Station